# Ильменские горы
Ильме́нские го́ры (или Ильме́ны) — группа хребтов на Южном Урале, в Челябинской области России, в окрестностях города Миасса.
Сложены массивно-кристаллическими породами (миаскиты, граниты и другие) с многочисленными пегматитовыми жилами сложного и разнообразного минералогического состава, содержащими ильменит, апатит, гранат, топаз и другие. Здесь впервые в 1824—1826 гг. был найден минерал монацит. Горы покрыты лесами (сосна, лиственница, берёза), много лугов, болот. С Ильменскими горами с востока граничит всхолмленная лесисто-озёрная местность, а с запада за долиной реки Миасс — основная масса хребтов Уральских гор, они таким образом являются восточной границей Уральских гор на своей географической широте.
Высшая точка — гора Ильментау (755 м). На юге Ильменские горы продолжаются хребтами Кумас и Ирендык (на территории Учалинского района) Башкортостана.
Почти вся территория, занятая Ильменскими горами, входит в состав Ильменского заповедника. На южной оконечности расположено Ильменское озеро. Между Ильменскими горами и Ильменским озером у самого подножья гор проходит железнодорожная линия Транссибирской магистрали.
Ильменские горы впервые отмечены на карте 1880 года. Напечатанная в 1882 году в Горном журнале работа М. П. Мельникова «Ильменские минеральные копи» вместе с картой в течение последующих тридцати лет была «единственно исключительно точным и полным руководством для всех, кто занимался изучением минералогии Ильменских гор».
В 2008 году Ильменские горы включены в предварительный список объектов Всемирного наследия ЮНЕСКО.